# Guest (cráter)
Guest es un cráter de impacto que se encuentra en la cara oculta de la Luna, justo en el límite exterior del borde oeste del gran cráter Fermi. También se halla al norte de Izsak, al noreste de Alden, al sureste de Hilbert y al sur-sureste de Kondratyuk.
|  |

Forma parte de una dupla de cráteres pareados de similar tamaño. Dado su alto albedo, se piensa que es un impacto relativamente reciente. Guest, más profundo que el cráter adyacente al que se superpone parcialmente, posee un perfil bien definido y sin muestras significativas de erosión. 
Lleva el nombre del geólogo, vulcanólogo y científico planetario británico John E. Guest. El nombre fue adoptado por la UAI el 25 de julio de 2017.

## Referencias

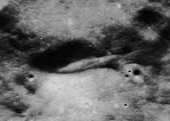
Detalle que muestra el cratercillo con pequeñas grietas situado junto al sector norte de Guest (imagen tomada desde el Apolo 15). El norte se sitúa hacia la derecha de la fotografía.